# Dmytro Kuleba
Dmytro Kuleba (* 19. dubna 1981, Sumy) je ukrajinský politik a diplomat, od března 2020 do září 2024 ministr zahraničí ve vládě premiéra Denyse Šmyhala.

## Život
V roce 2003 absolvoval Institut mezinárodních vztahů na Kyjevské univerzitě. Má titul Kandidát věd (ekvivalent Ph.D.) v oboru mezinárodního práva.
V diplomatických službách Ukrajiny pracoval od roku 2003. V roce 2013 státní službu opustil kvůli nesouhlasu s politikou tehdejšího prezidenta Viktora Janukovyče. Aktivně se účastnil protestů Euromajdan na přelomu let 2013–2014. Na počátku rusko-ukrajinské krize v roce 2014 se rozhodl na ministerstvo zahraničí vrátit a zabývat se strategickou komunikací. V roce 2016 se stal stálým představitelem Ukrajiny u Rady Evropy. Od srpna 2019 do března 2020 byl vicepremiérem pro evropské záležitosti. Od března 2020 zastává funkci ministra zahraničí.

### Rusko-ukrajinská krize 2022
Poté, co ruský prezident Vladimir Putin 24. února 2022 nad ránem oznámil, že dal svolení ke speciální vojenské operaci na ukrajinském Donbasu, a poté, co ruská armáda zahájila letecký i pozemní útok na Ukrajinu, Kuleba označil ruskou operaci za „plnohodnotnou invazi“.

### Osobní život
Kuleba je ženatý a má dvě děti.

## Dílo
- The War for Reality. How to Win in the World of Fakes, Truths and Communities (2019)[2]